# Adesmia exilis
Adesmia exilis är en ärtväxtart som beskrevs av Dominique Clos. Adesmia exilis ingår i släktet Adesmia och familjen ärtväxter. Inga underarter finns listade i Catalogue of Life.